# Aeroportul Naini Saini
Aeroportul Naini Saini (IATA: NNS, ICAO: VIDF) este un aeroport din Pithoragarh⁠(d), Uttarakhand, India. Aeroportul a fost tranzitat în decembrie 2022 de 34 de pasageri.
aeroportul dispune de o singură pistă. Este operat de Government of Uttarakhand⁠(d).